# Calicnemia uenoi
Calicnemia uenoi är en trollsländeart som beskrevs av Syoziro Asahina 1997. Calicnemia uenoi ingår i släktet Calicnemia och familjen flodflicksländor. IUCN kategoriserar arten globalt som otillräckligt studerad. Inga underarter finns listade i Catalogue of Life.